# Profeten (bok)
Profeten är ett litterärt verk av den libanesiska författaren, poeten och konstnären Khalil Gibran. Boken består av 26 prosalyriska berättelser som innehåller visdomsord om bland annat kärlek, äktenskap, skönhet och tid. Den publicerades första gången på engelska år 1923, och har sedan dess översatts till över 100 språk. I sina många utgåvor och översättningar är det en av de mest sålda böckerna någonsin.

## Handling
Boken inleds med att läsaren presenteras för den centrala karaktären, profeten Almustafa. Profeten är på väg mot hamnen för att med båt lämna den fiktiva ö-staden Orphalese där han har bott i tolv år. Han stannas av en grupp människor. Det framkommer att Almustafa är högt aktad av folket på ön. Gruppen ber honom att svara på deras frågor med sin visdom innan han lämnar ön och beger sig hem. Profeten bifaller önskemålet. Därefter återger boken profetens predikningar om de olika ämnena.
De tematiska rubrikerna är, i den följd de återfinns i boken: Skeppet är här, Kärlek, Äktenskap, Barn, Att ge, Att äta och dricka, Arbete, Lycka och sorg, Hus, Kläder, Försäljning och köp, Brott och straff, Lagar, Frihet, Förnuft och passion, Smärta, Självkännedom, Att lära ut, Vänskap, Att prata, Tid, Godhet och ondska, Att be, Njutning, Skönhet, Religion, Död och Avskedet. 

## Profetens trädgård
Gibrans uppföljare till Profeten, Profetens trädgård, utgavs postumt 1933. Profetens trädgård berättar om Almustafas diskussioner med nio lärjungar på hans födelseö efter tolv års frånvaro.

## Svenska utgåvor
- 1933 – Profeten, övers. Olga Bergmann, Natur och kultur.
- 1977 – Profeten, övers. Carl-Gustaf Rosén & Johan Wretman, Proprius. ISBN 9789171189028
- 1999 – Profeten, övers. Hans-Jacob Nilsson, Bokförlaget Max Ström. ISBN 9789171261120
- 2006 – Profeten, övers. Ulla Ericson, Alhambra förlag. ISBN 9789188992888
- 2018 – Profetens bok : samlad utgåva av Profeten och Profetens trädgård, övers. Harry Larsen Rice, Nova Förlag. ISBN 9789163985928
- 2023 – Profeten, övers. Hans-Jacob Nilsson, förord av Jonas Hassen Khemiri och efterord av Ylva Eggehorn, Bokförlaget Max Ström.